# Steve Simões
Pour les articles homonymes, voir Simões (homonymie).
Steve Simoes – en portugais : Steve Simões – (né le 16 février 1979 à Brossard, dans la province de Québec au Canada) est un joueur professionnel canadien de hockey sur glace. Il possède aussi la nationalité portugaise et a participé au mondial de roller hockey IIHF en 2005 avec le Portugal ,.

## Carrière de joueur
Entre 1996 et 1998, il joue quelques matchs dans la Ligue de hockey junior majeur du Québec avec les Harfangs de Beauport et les Remparts de Québec.
Après avoir porté les couleurs des Bulldogs d'Antigonish de la Ligue maritime de hockey junior A, il joue avec les Gee-Gees de l'Université d'Ottawa entre 2000 et 2003.
Il débute par la suite sa carrière professionnelle avec les Bucks de Laredo de la Ligue centrale de hockey. À l’exception d’un passage avec les Nottingham Panthers de l'EIHL, il joue avec cette équipe entre 2003 et 2008.
À l'automne 2008, il se joint au Saint-François de Sherbrooke de la Ligue nord-américaine de hockey. Le 30 janvier 2010, il est échangé à l’Isothermic de Thetford Mines.
Le 9 janvier 2012, il est échangé aux 3L de Rivière-du-Loup en retour de Yannick Landry.
Le 5 juillet 2012, il signe un contrat avec les Riverkings de Cornwall.

## Statistiques
| Saison    | Équipe                            | Ligue |    | Saison régulière | Saison régulière | Saison régulière | Saison régulière | Saison régulière |   | Séries éliminatoires | Séries éliminatoires | Séries éliminatoires | Séries éliminatoires | Séries éliminatoires |
| Saison    | Équipe                            | Ligue | PJ | B                | A                | Pts              | Pun              | PJ               | B | A                    | Pts                  | Pun                  |                      |                      |
| 1996-1997 | Harfangs de Beauport              | LHJMQ | 24 | 1                | 7                | 8                | 17               | 4                | 1 | 1                    | 2                    | 0                    |                      |                      |
| 1997-1998 | Remparts de Québec                | LHJMQ | 31 | 1                | 8                | 9                | 34               | 4                | 0 | 1                    | 1                    | 0                    |                      |                      |
| 1998-1999 | Bulldogs d'Antigonish             | LMHJA | 48 | 17               | 28               | 45               | 193              |                  |   |                      |                      |                      |                      |                      |
| 2000-2001 | Gee-Gees de l'Université d'Ottawa | CIS   | 21 | 5                | 7                | 12               | 10               |                  |   |                      |                      |                      |                      |                      |
| 2001-2002 | Gee-Gees de l'Université d'Ottawa | CIS   | 20 | 5                | 7                | 12               | 26               |                  |   |                      |                      |                      |                      |                      |
| 2002-2003 | Gee-Gees de l'Université d'Ottawa | CIS   | 23 | 11               | 10               | 21               | 24               |                  |   |                      |                      |                      |                      |                      |
| 2003-2004 | Bucks de Laredo                   | LCH   | 58 | 17               | 17               | 34               | 116              | 16               | 4 | 8                    | 12                   | 14                   |                      |                      |
| 2004-2005 | Bucks de Laredo                   | LCH   | 51 | 12               | 18               | 30               | 90               | 16               | 0 | 0                    | 0                    | 24                   |                      |                      |
| 2005-2006 | Bucks de Laredo                   | LCH   | 59 | 13               | 15               | 28               | 78               | 16               | 2 | 6                    | 8                    | 2                    |                      |                      |
| 2006-2007 | Nottingham Panthers               | EIHL  | 38 | 7                | 9                | 16               | 99               | -                | - | -                    | -                    | -                    |                      |                      |
| 2006-2007 | Bucks de Laredo                   | LCH   | 18 | 6                | 8                | 14               | 24               | 21               | 6 | 4                    | 10                   | 31                   |                      |                      |
| 2007-2008 | Bucks de Laredo                   | LCH   | 52 | 5                | 21               | 26               | 61               | 11               | 2 | 2                    | 4                    | 16                   |                      |                      |
| 2008-2009 | Saint-François de Sherbrooke      | LNAH  | 44 | 9                | 16               | 25               | 73               | 4                | 0 | 0                    | 0                    | 14                   |                      |                      |
| 2009-2010 | Saint-François de Sherbrooke      | LNAH  | 30 | 4                | 5                | 9                | 45               | -                | - | -                    | -                    | -                    |                      |                      |
| 2009-2010 | Isothermic de Thetford Mines      | LNAH  | 7  | 1                | 0                | 1                | 7                | 6                | 1 | 1                    | 2                    | 8                    |                      |                      |
| 2010-2011 | Isothermic de Thetford Mines      | LNAH  | 40 | 9                | 6                | 15               | 69               | 10               | 0 | 3                    | 3                    | 29                   |                      |                      |
| 2011-2012 | Isothermic de Thetford Mines      | LNAH  | 13 | 1                | 0                | 1                | 34               | -                | - | -                    | -                    | -                    |                      |                      |
| 2011-2012 | 3L de Rivière-du-Loup             | LNAH  | 19 | 5                | 4                | 9                | 18               | -                | - | -                    | -                    | -                    |                      |                      |
| 2012-2013 | Riverkings de Cornwall            | LNAH  | 24 | 6                | 7                | 13               | 59               | 9                | 1 | 0                    | 1                    | 0                    |                      |                      |
| 2013-2014 | Riverkings de Cornwall            | LNAH  | 11 | 1                | 3                | 4                | 16               | 6                | 0 | 0                    | 0                    | 10                   |                      |                      |
| 2014-2015 | Riverkings de Cornwall            | LNAH  | 36 | 4                | 8                | 12               | 63               | 7                | 1 | 0                    | 1                    | 14                   |                      |                      |
|           |                                   |       |    |                  |                  |                  |                  |                  |   |                      |                      |                      |                      |                      |
| 2016-2017 | Cuisine Actione de Farnham        | LHSR  |    | 2                | 0                | 0                | 0                | 0                |   | 4                    | 0                    | 0                    | 0                    | 9                    |

## Trophées et honneurs personnels
- 2003-2004 et 2005-2006 : gagne la Coupe du Président Ray Miron de la Ligue centrale de hockey avec les Bucks de Laredo.